# Мавзолей Мао Цзедуна
Мавзолей Мао Цзедуна (кит. трад. 毛主席 紀念堂, спр. 毛主席 纪念堂, піньїнь: Máo Zhǔxí Jìniàntáng, акад. Мао Чжусі Цзіняньтан, буквально «Меморіальний комплекс голови Мао») — мавзолей одного із засновників і багаторічного керівника КПК і КНР Мао Цзедуна. Побудований в 1976—1977 в центральній частині площі Тяньаньмень в Пекіні на південь від пам'ятника Народним Героям. Мавзолей був закритий на ремонт протягом дев'яти місяців 1997 року і знову відкритий 6 січня 1998 року. Мавзолей — один з п'яти діючих на даний момент мавзолеїв колишніх керівників соціалістичних країн (інші чотири — усипальниці Леніна в Москві, Кім Ір Сена і Кім Чен Іра в Пхеньяні, Йосипа Броз Тіто в Белграді та Хо Ші Міна в Ханої).

## Архітектура
Меморіальний комплекс має протяжність з півночі на південь 260 метрів і зі сходу на захід 220 метрів, займаючи площу в 57 200 м², а споруди займають площу 33 867 м². Головна будівля меморіалу має довжину і ширину 105,5 м і висоту 33,6 м. По периметру будівлі розставлено 44 гранітних восьмигранних колони, кожна заввишки 17,5 метрів. Площа цієї будівлі становить понад 20 000 м². Над головним входом в комплекс розташовано напис на білому мармурі золотими ієрогліфами «Меморіальний комплекс голови Мао» (кит.: 毛主席 纪念堂). У меморіалі існує 10 залів і відкритих кімнат.
Північний зал (кит.: 北大厅). В центрі залу розташована мармурова статуя голови Мао, висотою 3,45 м. На стінах зображена гравюра Сюй Куана «Батьківщина» (кит.: 祖国 大地), довжиною 23,74 метра і висотою 6,6 метра. На скляній стелі розташовано 110 джерел світла. Зал вміщає 700 осіб.
Зал відвідувачів (кит.: 瞻仰厅). В центрі залу в кришталевій труні лежать останки Мао Цзедуна, одягненого в сірий костюм і покритого китайським яскраво-червоним комуністичним прапором. Підстава кришталевої труни виготовлена з чорного граніту. На вході в зал, на білих мармурових стінах, зображені 17 позолочених ієрогліфів «伟大 的 领袖 和 导师 毛泽东 主席 永垂不朽» («Вічна пам'ять великому вождю та вчителю, очільнику Мао Цзедуну»).
Зал революційних досягнень (кит.: 革命业绩纪念室). Присвячений пам'яті Мао Цзедуна, Чжоу Еньлая, Лю Шаоці, Чжу Де, Ден Сяопіну, Чень Юню й іншим пролетарським революціонерам. У залі виставлено близько 102 експонатів і артефактів, 224 документа, 490 світлин, листи та картини, що розповідають про історію Комуністичної партії Китаю. Сьогодні в кожному приміщенні є телевізор і електронний сенсорний екран з різною інформацією.
Кінозал (кит.: 电影厅). На другому поверсі будівлі розташований зал, де показують документальний фільм «Туга» (кит.: 怀念). Цей 20-хвилинний колоризований фільм показує Мао Цзедуна, Чжоу Еньлая, Лю Шаоці, Чжу Де, Ден Сяопіна, Чень Юня, революційних лідерів китайського соціалістичного будівництва разом з китайським народом.
Південний зал (кит.: 南 大厅). На мармуровій стіні залу вигравірувані вірші «满江红·和郭沫若». У залі зібрані рослини та квіти, а також картини, що зображують китайські пам'ятки.

## Галерея

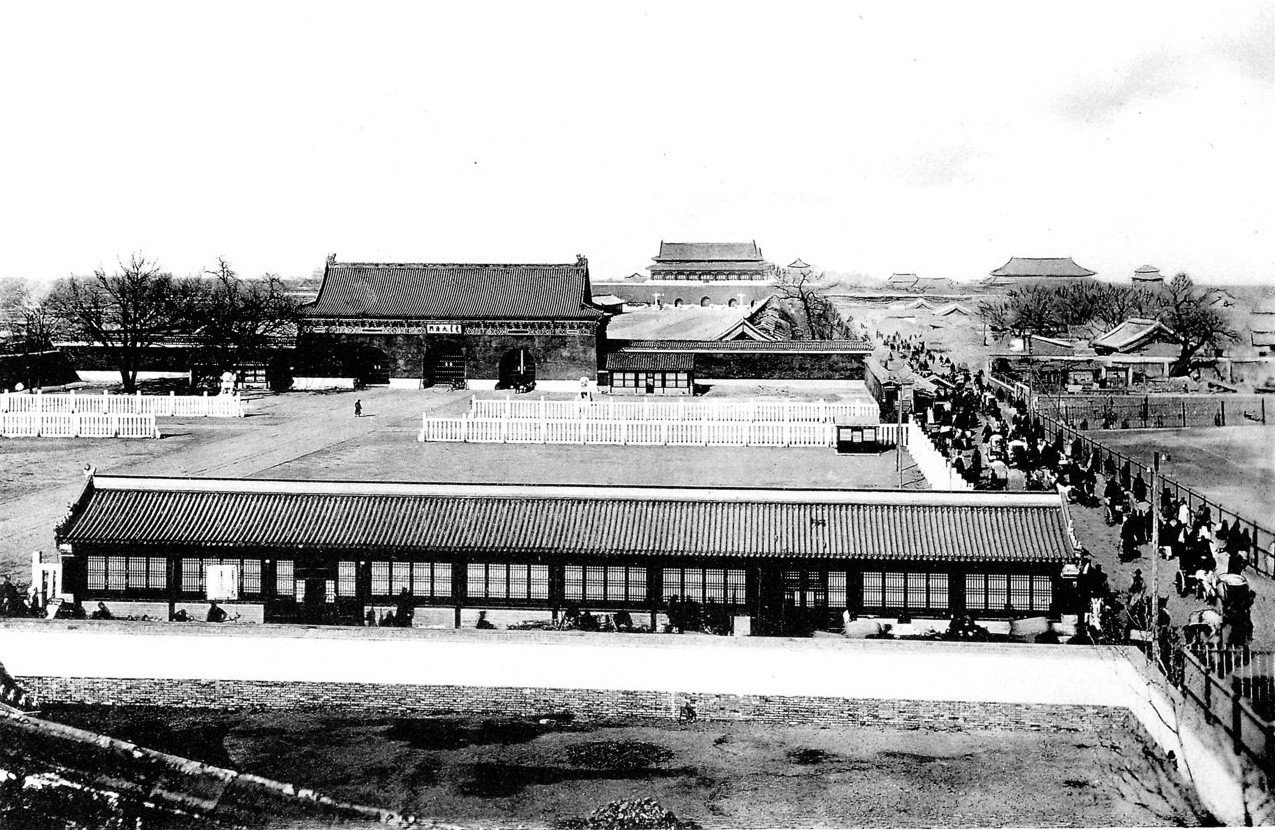
Ворота Китаю. Їх знесли у 1954 та на їх місці побудували мавзолей
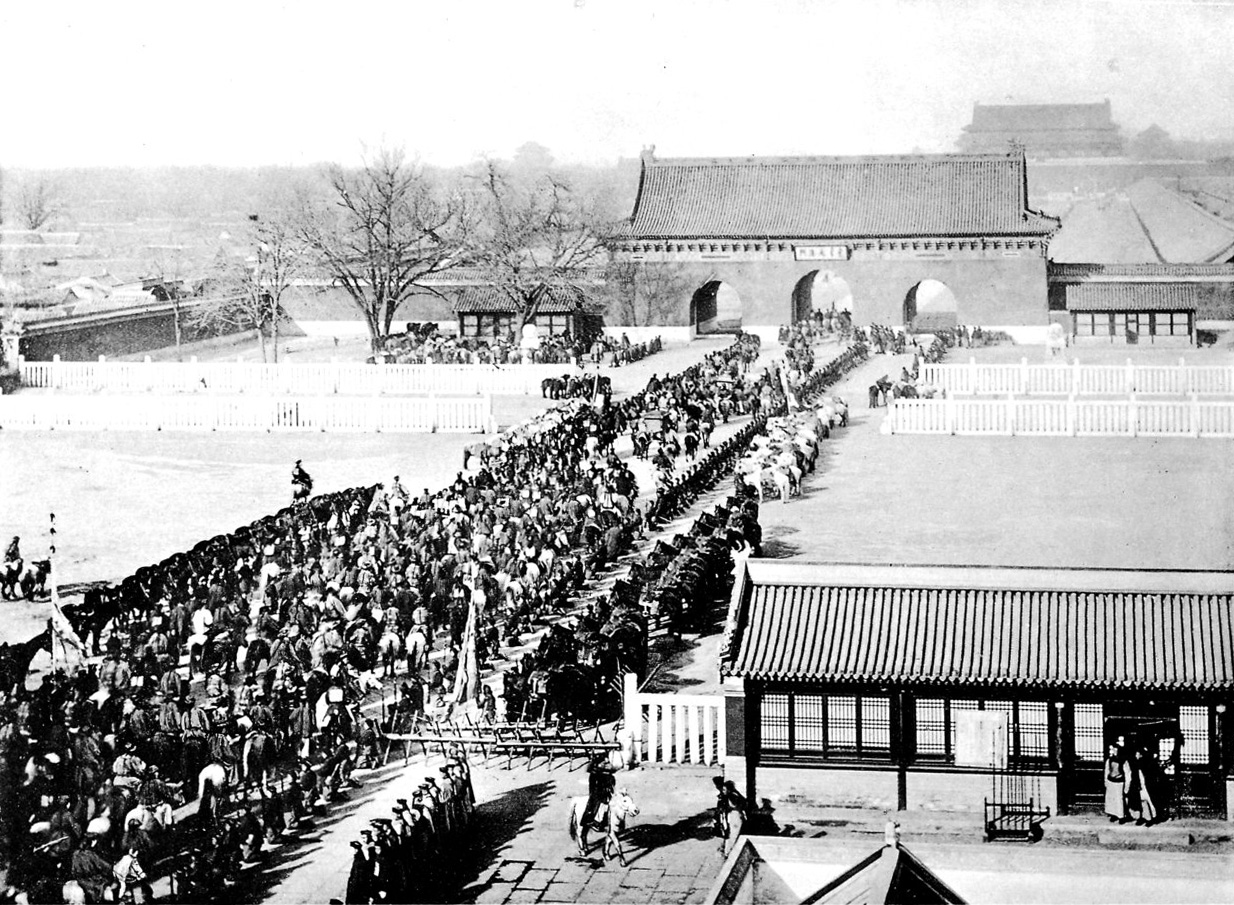
Імперська процессія входить у Заборонене місто через ворота Великої Цін (пізніше перейменовані в Ворота Китаю), 1902
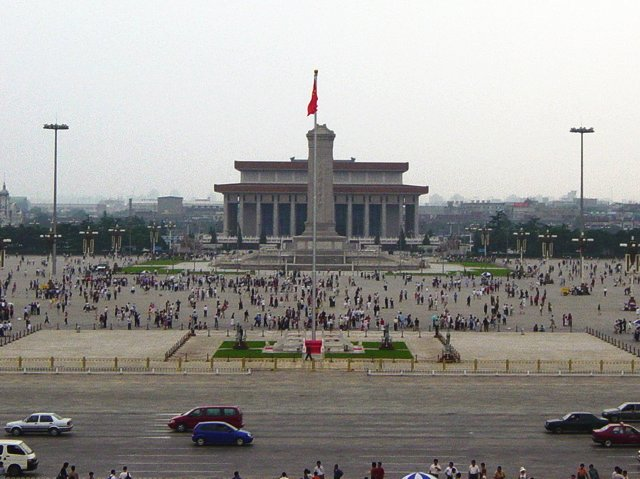
The memorial hall is located on the Tiananmen Square, where the Beijing Gate of China used to stand (2005)
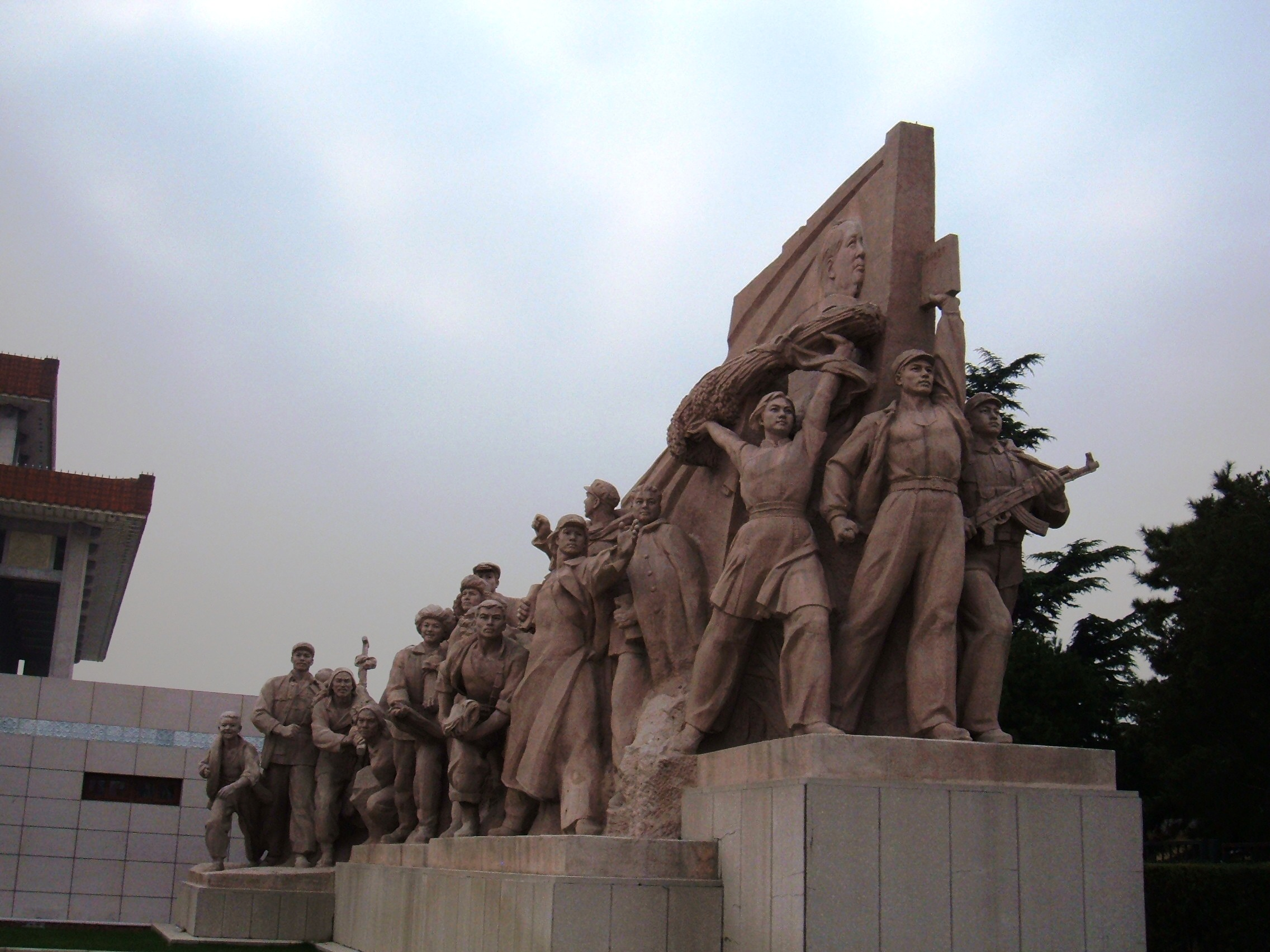
Одна з двох скульптур при підході до мавзолею
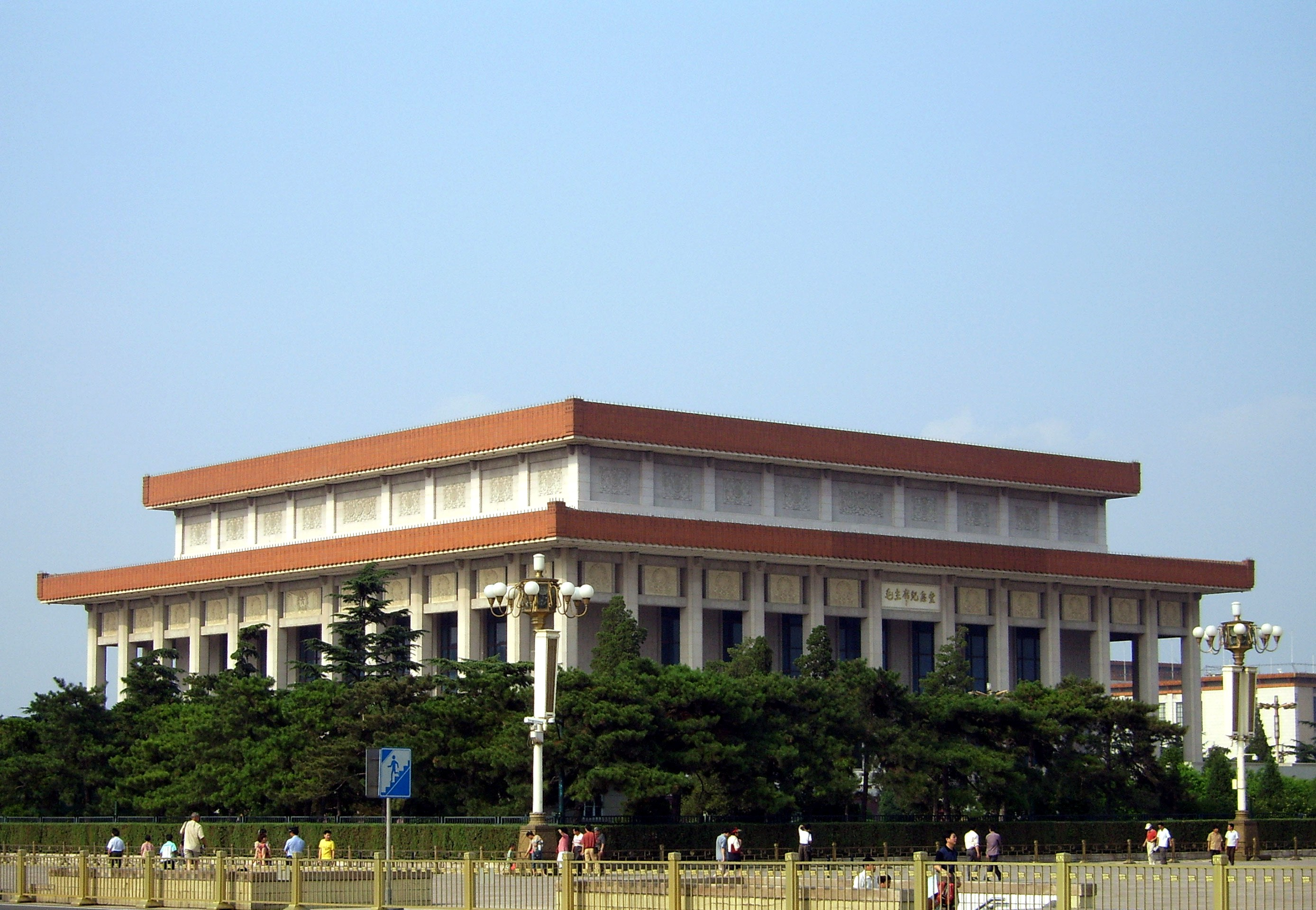
Бічний вид на мавзолей
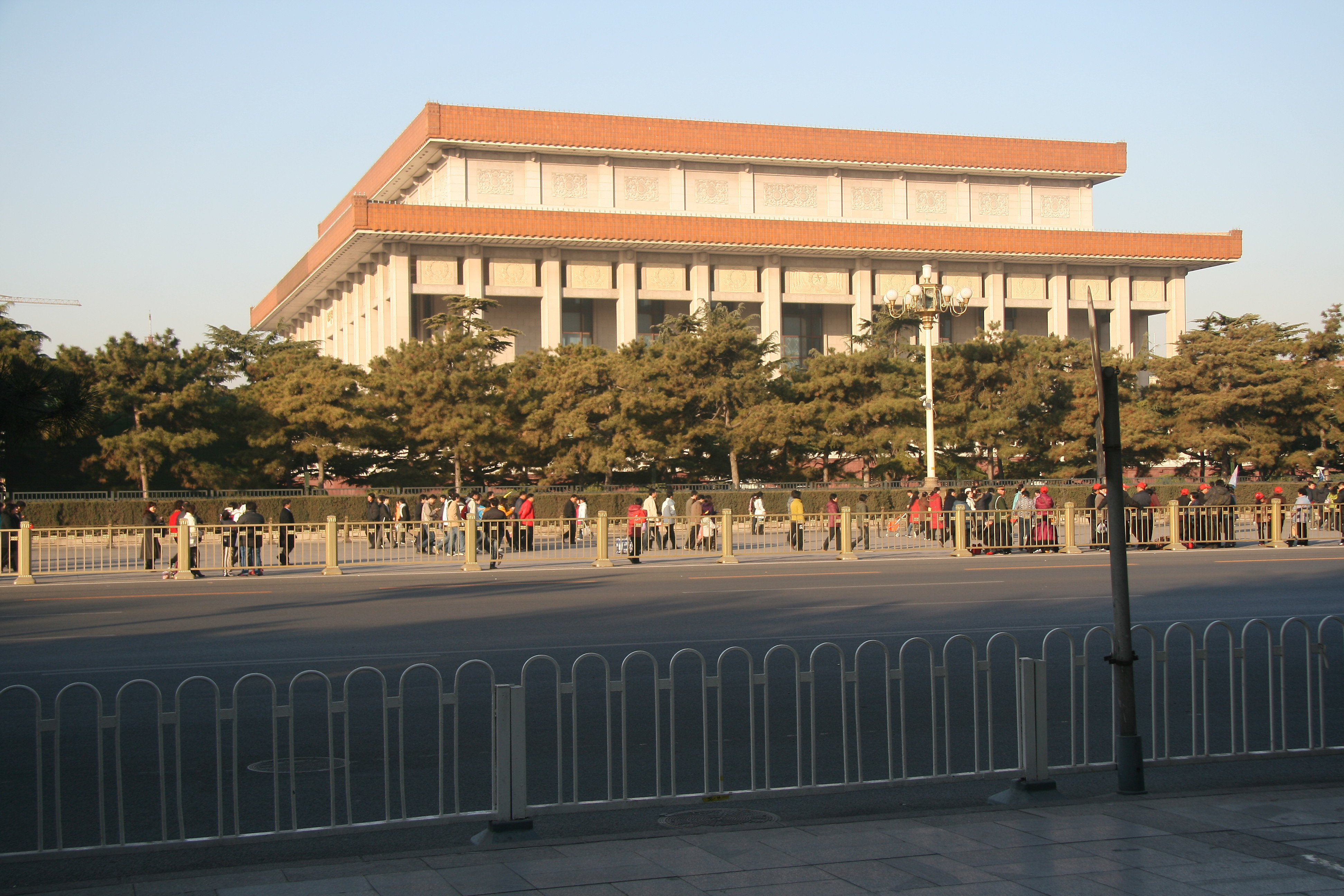
Вид на будівлю з площі Тяньаньмень
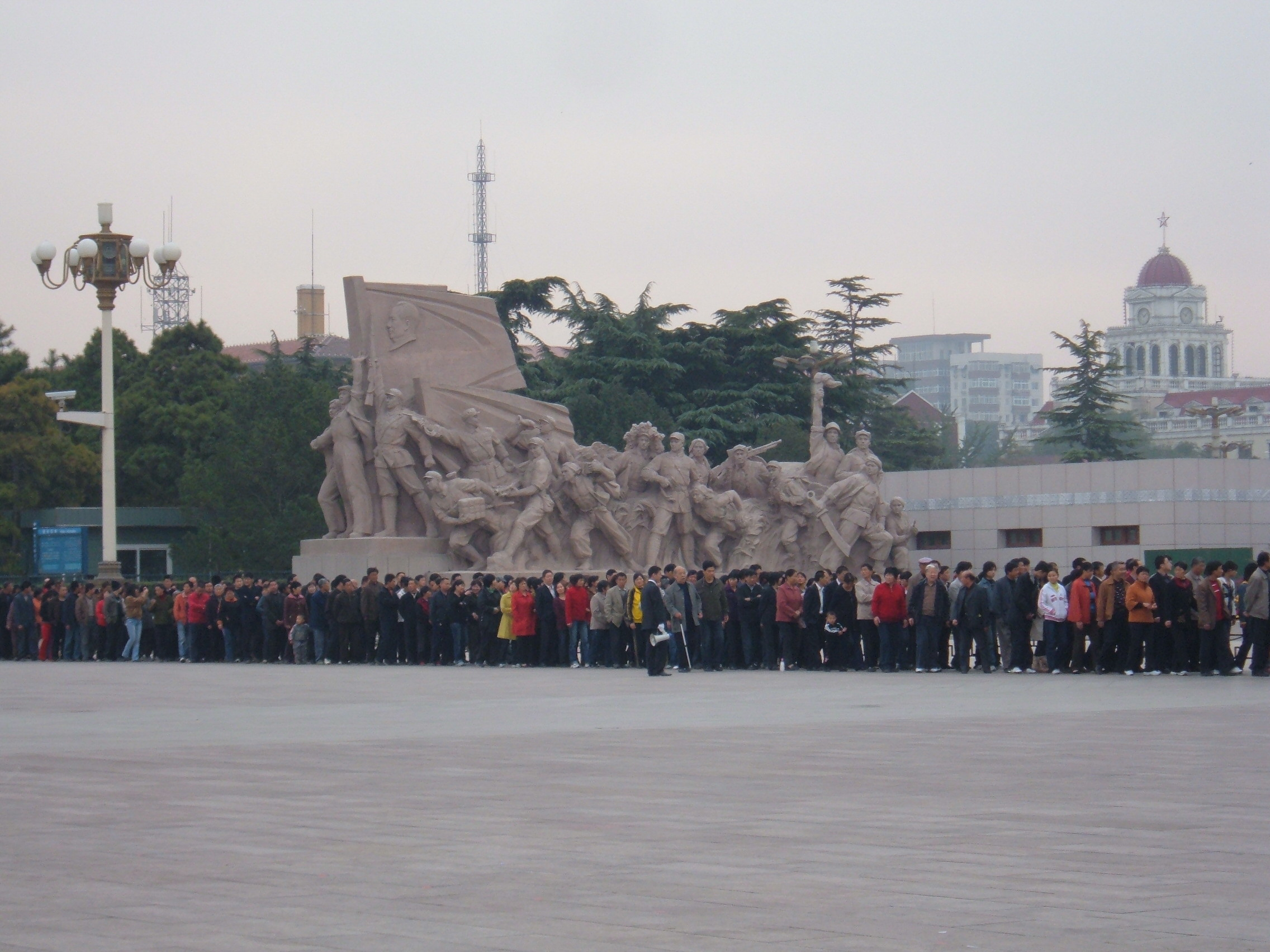
Черга до мавзолею
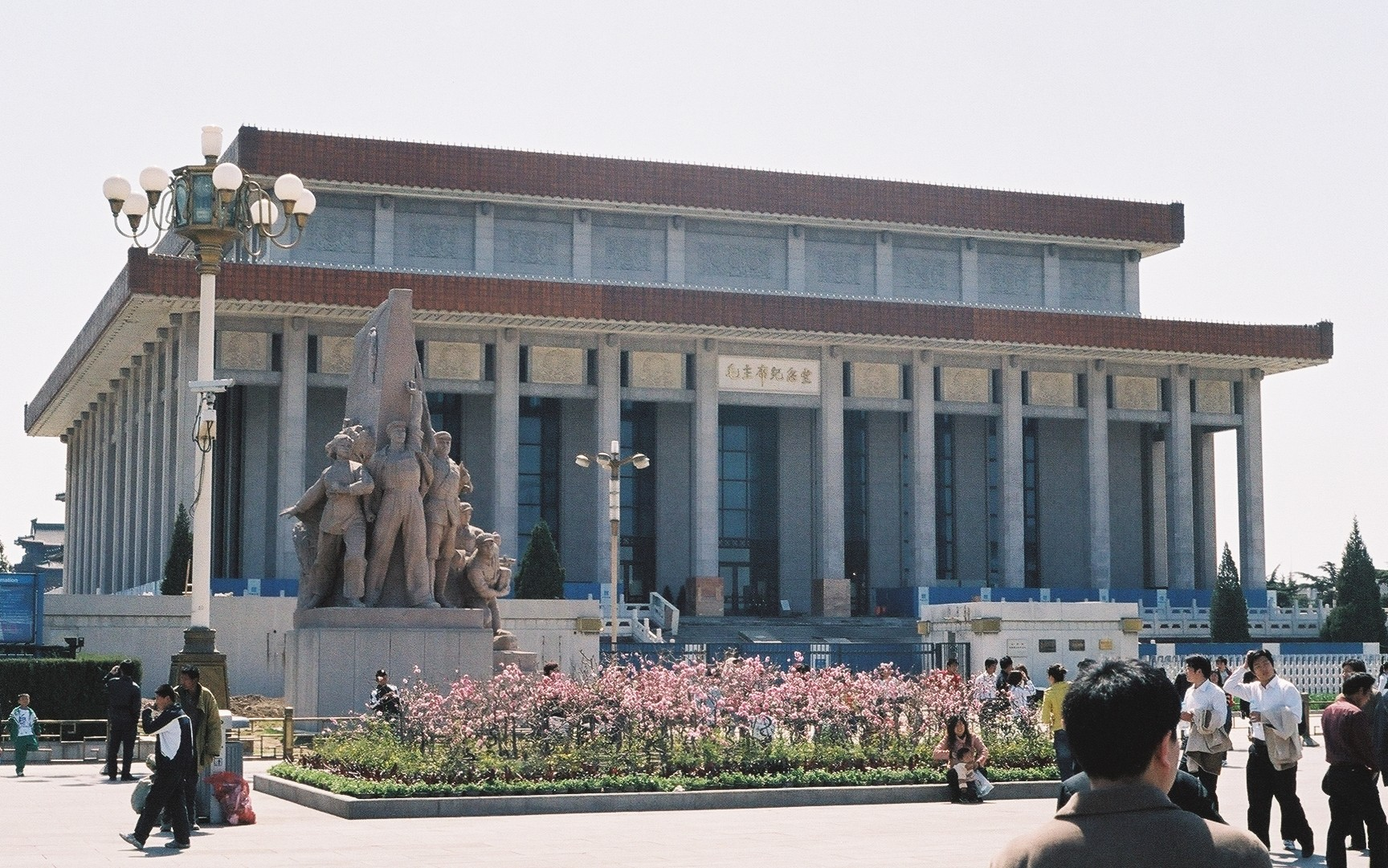
Квіти біля входу в усипальницю
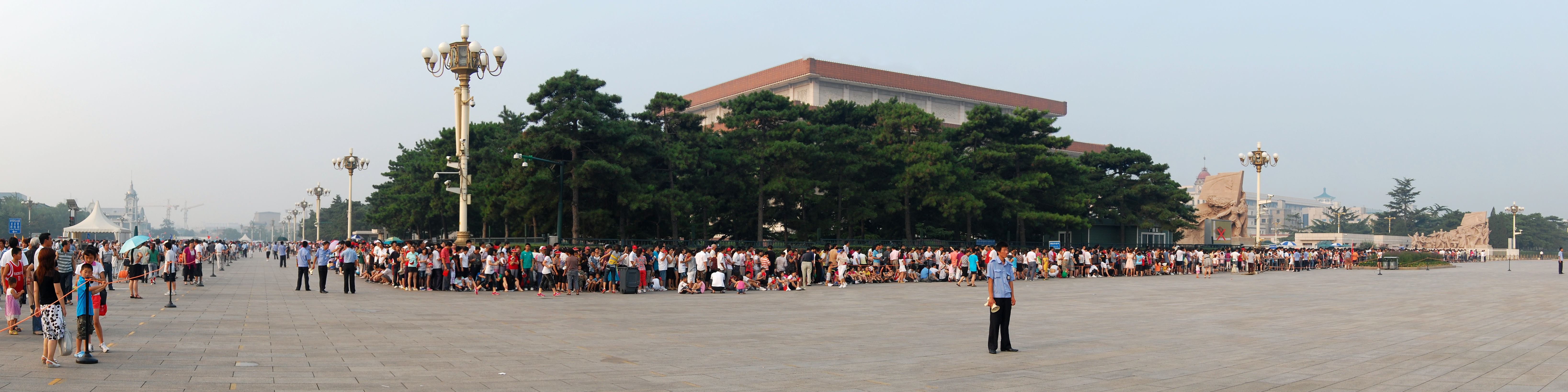
Черга на вхід
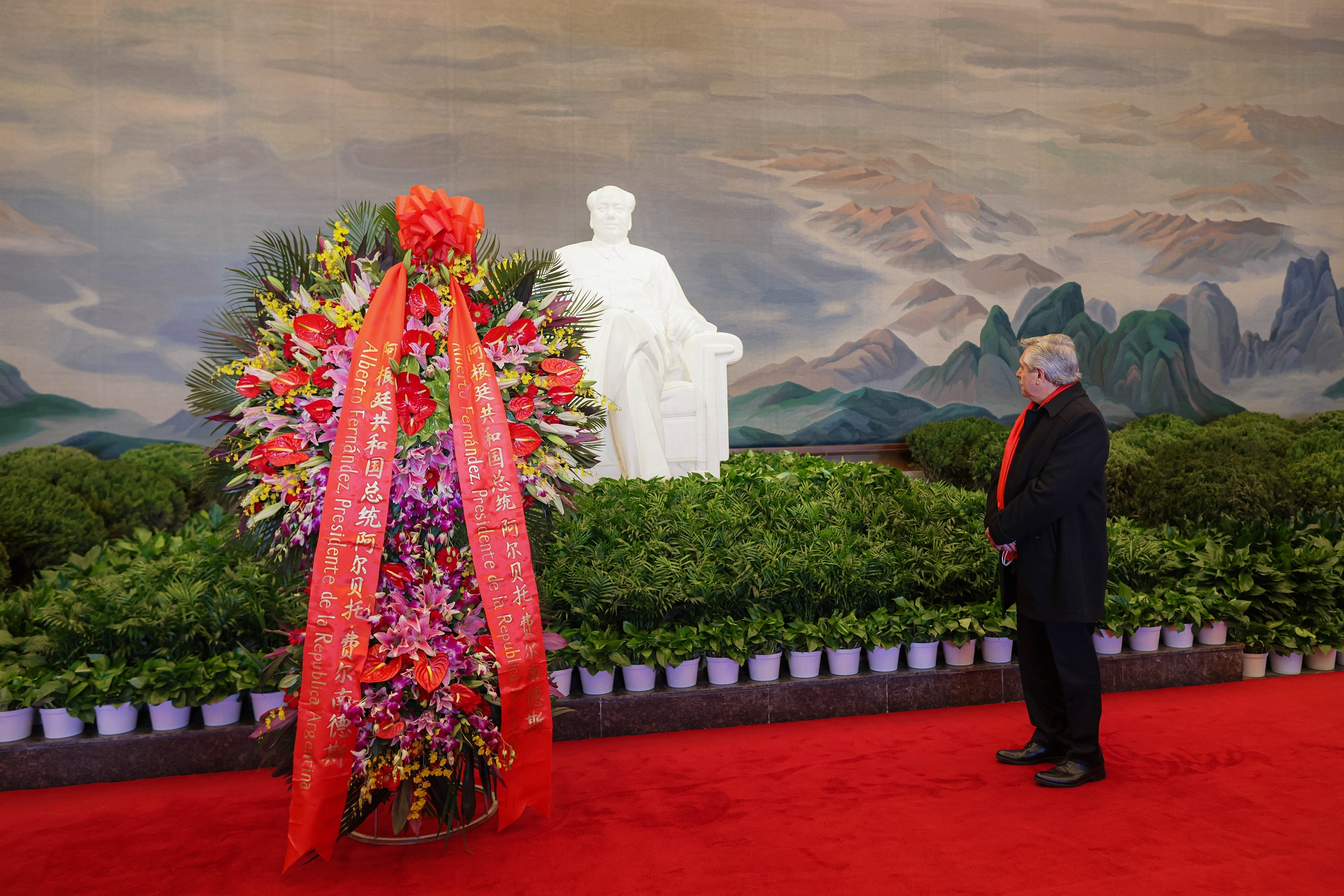
Argentinian president Alberto Fernández visiting the Chairman Mao Memorial Hall in 2022